# ویروبیه
ویروبیه (به لاتین: Wierobie) یک روستا در لهستان است که در گمینا گرودک واقع شده‌است. ویروبیه ۹۰ نفر جمعیت دارد.